# Delung Sekinel
Delung Sekinel is een bestuurslaag in het regentschap Aceh Tengah van de provincie Atjeh, Indonesië. Delung Sekinel telt 286 inwoners (volkstelling 2010).